# 德撒律州
德撒律州（英語：State of Deseret），又译德瑟雷特州、德撒律国，是美國的一個臨時存在過的州，在1849年由鹽湖城的耶穌基督後期聖徒教會的定居者提出創建。這一州份僅存在約兩年的時間，並且從未得到過美國政府的承認。州名取自於《摩爾門經》中的「德撒律」（Deseret，又译“德瑟雷特”）一詞，意为“蜜蜂”。

## 外部連結
- 1849 Constitution of the State of Deseret (PDF scans of 1849 printing)
- State of Nevada: Utah Territory
- Struggle For Statehood Chronology （页面存档备份，存于） Compiled by Linda Thatcher
- Struggle For Statehood （页面存档备份，存于） Edward Leo Lyman, Utah History Encyclopedia